# Rainer Hascher
Rainer Hascher (* 12. Januar 1950 in Stuttgart) ist ein deutscher Architekt und Hochschullehrer.

## Biografie
Hascher war nach seinem Architekturstudium von 1970 bis 1975 an der Universität Stuttgart zunächst von 1977 bis 1979 Assistent bei Peter C. von Seidlein am dortigen Institut für Baukonstruktion und Entwerfen. Anschließend eröffnete er sein eigenes Büro in Stuttgart. Gemeinsam mit Sebastian Jehle gründete er 1993  Hascher Jehle Architektur. 2010 wurde Thomas Kramps dritter Partner des Büros. 
1988 erhielt er einen Ruf als Professor an die Technische Hochschule Aachen (RWTH). 1989 übernahm er das Fachgebiet Baukonstruktion und Entwerfen an der TU Berlin. 1993 erhielt er einen weiteren Ruf an die Universität Stuttgart als Nachfolger von Kurt Ackermann. 1994 übernahm er an der TU Berlin das Fachgebiet Klimagerechtes Bauen und Konstruktives Entwerfen. 2000 wurde er sowohl in die  Berlin-Brandenburgische Akademie der Wissenschaften (BBAW) als auch in die Deutsche Akademie für Technikwissenschaften (acatech) berufen.
Mit seinem Architekturbüro in Berlin erzielte er über 50 erste Preise bei Architekturwettbewerben und realisierte Verwaltungsbauten, Schulen, Messehallen, Universitätskliniken, Forschungsbauten und Museen. 2003 erhielt er für die Hauptverwaltung der Finanz lT in Hannover den Architecture + Technology Award und 2017 für das Montforthaus, eine Stadthalle mit Konzertsaal in Feldkirch, den österreichischen Staatspreis für Architektur und Nachhaltigkeit.

## Auszeichnungen und Preise
2021    World MICE Award - Austria’s Best Convention Centre 2021 Montforthaus Feldkirch 
2020    Auszeichnung vorbildlicher Bauten in NRW 2020 Justizzentrum Bochum 
2018    Beispielhaftes Bauen Rems-Murr-Kreis 2011-2018 Rems-Murr-Klinikum Winnenden 
2017    Staatspreis Architektur und Nachhaltigkeit 2017 Montforthaus Feldkirch 
2017    Der Deutsche Lichtdesign-Preis 2017 Montforthaus Feldkirch | Kategorie Kulturbau 
2016    Architekturpreis der Stadt Nürnberg 2016 Erweiterung AdBK Nürnberg | Engere Wahl 
2016    ICONIC AWARDS 2016 best of best – architecture public Monforthaus Feldkirch | Auszeichnung 
2016    AKG-Auszeichnung herausragender Gesundheitsbauten 2016 Rems-Murr-Klinikum Winnenden | Anerkennung 
2016    PILGRAM 2016 - Preis für Architektur und Naturstein Montforthaus Feldkirch 
2015    Auszeichnung Guter Bauten Franken 2015 Erweiterung AdBK Nürnberg | Auszeichnung 
2015    Deutscher Architekturpreis 2015 Menschenaffenhaus Wilhelma Stuttgart | Engere Wahl 
2015    Vorarlberger Hypo-Bauherrenpreis 2015 Montforthaus Feldkirch | Auszeichnung 
2014    BDA Auszeichnung guter Bauten Bochum Hattingen Herne Witten 2014 Neues Gymnasium Bochum | Auszeichnung 
2014    ERNST A. PLISCHKE PREIS 2014 Erweiterung AdBK Nürnberg | Anerkennung 
2014    AL Light & Architecture Design Awards 2014 Bürogebäude wgv 2. BA Stuttgart 
2014    Hugo-Häring-Auszeichnung 2014 Menschenaffenhaus Wilhelma Stuttgart 
2014    Hugo-Häring-Auszeichnung 2014 Menschenaffenhaus Wilhelma Stuttgart | Publikumspreis 
2014    Balthasar-Neumann-Preis 2014 Neues Gymnasium Bochum | Auszeichnung 
2013    Schulbaupreis Nordrhein-Westfalen 2013 Neues Gymnasium Bochum 
2011    Deutscher Architekturpreis 2011 Messehalle 11 und Portalhaus FFM | Engere Wahl 
2011    Deutscher Holzbaupreis 2011 Messehalle 11 und Portalhaus FFM | Anerkennung 
2010    pbb Architekturpreis 2010 Messehalle 11 und Portalhaus FFM | Anerkennung 
2007    Deutscher Naturstein Preis 2007 Kunstmuseum Stuttgart | Lobende Erwähnung 
2005    Deutscher Architekturpreis 2005 Kunstmuseum Stuttgart | Anerkennung 
2005    IALD-Lichtpreis (International Association of Lighting Designers, New York) Ärztekammer Berlin 
2005    BDA Auszeichnung Guter Bauten Baden-W. 2005 Kunstmuseum Stuttgart 
2005    BDA Auszeichnung Guter Bauten Baden-W. 2005 Kunstmuseum Stuttgart | Publikumspreis 
2005    BDA Regionalpreis Niederbayern Oberpfalz 2005 Bürogebäude LSV Landshut | Anerkennung 
2003    Architecture + Technology Award Hauptverwaltung dvg Hannover 
2003    BDA Preis Niedersachsen 2003 Hauptverwaltung dvg Hannover 
2000    Deutscher Stahlbaupreis 2000 Hauptverwaltung dvg Hannover | Auszeichnung 
1998    Deutscher Städtebaupreis 1998 Stadtteilzentrum Storkower Bogen Berlin | Anerkennung 
1994    BDA Preis Baden-Württemberg 1994 Wohnhaus Laichingen 
1993    Deutscher Betonpreis 1993 Wohnhaus Laichingen | Anerkennung 
1992    Deutscher Holzbaupreis 1992 Wohnhaus Laichingen | Auszeichnung 
1991    Deutscher Architekturpreis 1991 Wohnhaus Laichingen | Anerkennung
1987    Deutscher Architekturpreis 1987 Wohnhaus Stuttgart | Anerkennung